# Les Amants terribles (film, 1936)
Pour les articles homonymes, voir Les Amants terribles.
Pour plus de détails, voir Fiche technique et Distribution.
Les Amants terribles est un film français réalisé par Marc Allégret, sorti en 1936.

## Synopsis
Daniel et Annette, qui ne cessent de se disputer, divorcent. Daniel se remarie avec Lucie et Annette avec Victor. Mais les deux couples se retrouvent par hasard dans le même hôtel au cours d'un voyage. Après bien des péripéties et des disputes, Daniel et Annette décideront de revivre ensemble, tandis que Victor et Lucie formeront un nouveau couple.

## Fiche technique
- Titre : Les Amants terribles
- Réalisation : Marc Allégret
- Assistants : Yves Allégret, Françoise Giroud
- Scénario : Irma von Cube, Hans G. Lustig et Claude-André Puget d'après la pièce Private lives de Noel Coward
- Dialogues : Claude-André Puget
- Décors : Guy de Gastyne
- Photographie : Armand Thirard
- Son : William Robert Sivel
- Montage : Yvonne Martin
- Musique : Maurice Thiriet et Billy Colson
- Société de production : Pan Ciné
- Société de distribution :  Pathé Consortium Cinéma
- Pays de production :  France
- Langue originale : français
- Format : Noir et blanc — 35 mm — 1,37:1 — son Mono
- Genre : Comédie dramatique
- Durée : 86 minutes
- Date de sortie :
  - France : 21 août 1936[1]

## Distribution
- Gaby Morlay : Annette Fournier
- André Luguet : Daniel Fournier
- Henri Guisol : Victor
- Marie Glory : Lucie
- Charles Granval : le clochard
- Robert Vattier : l'avocat d'Annette
- Henri Crémieux : l'avocat de Daniel
- Raymond Aimos : un gendarme
- Arthur Devère : un gendarme
- Henri Vilbert : le gardien du Palais
- Robert Goupil : le portier de l'hôtel
- Emile Genevois : un groom
- Guy Rapp
- Sinoël